# Муховцы
Му́ховцы (укр. Мухівці) — село на Украине, находится в Немировском районе Винницкой области.
Код КОАТУУ — 0523085801. Население по переписи 2001 года составляет 1498 человек. Почтовый индекс — 22840. Телефонный код — 4331.
Занимает площадь 4,86 км².

## Адрес местного совета
22840, Винницкая область, Немировский р-н, с. Муховцы, ул. Ленина, 45